# Natație la Jocurile Olimpice de vară din 2024 - 200 m mixt (masculin)
Proba de înot 200 de metri mixt masculin de la Jocurile Olimpice de vară din 2024 a avut loc în perioada 1-2 august 2024 la Paris Aquatics Centre.

## Recorduri
Înaintea acestei competiții, recordurile mondiale și olimpice erau următoarele:
| Record  | Atlet                | Timp    | Loc             | Data           |
| ------- | -------------------- | ------- | --------------- | -------------- |
| Mondial | Ryan Lochte (SUA)    | 1:54,00 | Shanghai, China | 28 iulie 2011  |
| Olimpic | Michael Phelps (USA) | 1:54,23 | Beijing, China  | 15 august 2008 |

## Program
Orele sunt ora Franței (UTC+1) 
| Data                  | Timp  | Etapă      |
| --------------------- | ----- | ---------- |
| Joi, 1 august 2024    | 11:47 | Calificări |
| Joi, 1 august 2024    | 21:47 | Semifinale |
| Vineri, 2 august 2024 | 20:45 | Finala     |

## Rezultate

### Calificări
Primii 16 înotători cu cei mai buni timpi au avansat în semifinale.
| Loc | Serie | Culoar | Înotător                | Țară                       | Timp    | Note |
| --- | ----- | ------ | ----------------------- | -------------------------- | ------- | ---- |
| 1   | 4     | 6      | Daiya Seto              | Japonia                    | 1:57,48 | CS   |
| 2   | 3     | 5      | Duncan Scott            | Marea Britanie             | 1:57,77 | CS   |
| 3   | 3     | 4      | Léon Marchand           | Franța                     | 1:57,86 | CS   |
| 4   | 3     | 3      | Alberto Razzetti        | Italia                     | 1:58,00 | CS   |
| 5   | 4     | 5      | Shaine Casas            | Statele Unite ale Americii | 1:58,04 | CS   |
| 6   | 4     | 4      | Wang Shun               | China                      | 1:58,09 | CS   |
| 7   | 3     | 6      | Ron Polonsky            | Israel                     | 1:58,30 | CS   |
| 7   | 4     | 3      | Tom Dean                | Marea Britanie             | 1:58,30 | CS   |
| 9   | 3     | 7      | Jérémy Desplanches      | Elveția                    | 1:58,46 | CS   |
| 10  | 2     | 4      | Carson Foster           | Statele Unite ale Americii | 1:58,63 | CS   |
| 11  | 2     | 6      | Lewis Clareburt         | Noua Zeelandă              | 1:58,84 | CS   |
| 11  | 3     | 2      | William Petric          | Australia                  | 1:58,84 | CS   |
| 13  | 2     | 5      | Finlay Knox             | Canada                     | 1:58,97 | CS   |
| 14  | 4     | 2      | Thomas Neill            | Australia                  | 1:59,13 | CS   |
| 15  | 4     | 1      | Jaouad Syoud            | Algeria                    | 1:59,41 | CS   |
| 16  | 3     | 1      | Apostolos Papastamos    | Grecia                     | 2:00,79 | CS   |
| 17  | 2     | 7      | Berke Saka              | Turcia                     | 2:01,99 |      |
| 18  | 2     | 1      | Erick Gordillo          | Guatemala                  | 2:02,24 |      |
| 19  | 4     | 8      | Tomás Peribonio         | Ecuador                    | 2:03,40 |      |
| 20  | 1     | 4      | Matheo Mateos           | Paraguay                   | 2:03,45 |      |
| 21  | 2     | 2      | Matthew Sates           | Africa de Sud              | 2:04,01 |      |
| 22  | 1     | 3      | Simon Bachmann          | Seychelles                 | 2:06,48 |      |
| 23  | 1     | 5      | Esteban Núñez Del Prado | Bolivia                    | 2:08,10 |      |
|     | 2     | 3      | Hugo González           | Spania                     | NS      |      |
|     | 4     | 7      | Gábor Zombori           | Ungaria                    | NS      |      |

### Semifinale
Înotătorii cu cei mai buni 8 timpi au avansat în finală.
| Loc | Serie | Culoar | Înotător             | Țară                       | Timp    | Note |
| --- | ----- | ------ | -------------------- | -------------------------- | ------- | ---- |
| 1   | 2     | 5      | Léon Marchand        | Franța                     | 1:56,31 | C    |
| 2   | 1     | 2      | Carson Foster        | Statele Unite ale Americii | 1:56,37 | C    |
| 3   | 1     | 4      | Duncan Scott         | Marea Britanie             | 1:56,49 | C    |
| 4   | 1     | 3      | Wang Shun            | China                      | 1:56,54 | C    |
| 5   | 2     | 4      | Daiya Seto           | Japonia                    | 1:56,59 | C    |
| 6   | 1     | 6      | Tom Dean             | Marea Britanie             | 1:56,92 | C    |
| 7   | 1     | 5      | Alberto Razzetti     | Italia                     | 1:57,10 | C    |
| 8   | 2     | 1      | Finlay Knox          | Canada                     | 1:57,76 | C    |
| 9   | 2     | 3      | Shaine Casas         | Statele Unite ale Americii | 1:57,82 |      |
| 10  | 1     | 7      | William Petric       | Australia                  | 1:58,13 |      |
| 11  | 1     | 1      | Thomas Neill         | Australia                  | 1:58,77 |      |
| 12  | 2     | 6      | Ron Polonsky         | Israel                     | 1:58,89 |      |
| 13  | 2     | 2      | Jérémy Desplanches   | Elveția                    | 1:58,93 |      |
| 14  | 2     | 7      | Lewis Clareburt      | Noua Zeelandă              | 2:00,06 |      |
| 15  | 2     | 8      | Jaouad Syoud         | Algeria                    | 2:00,13 |      |
| 16  | 1     | 8      | Apostolos Papastamos | Grecia                     | 2:01,02 |      |

### Finala
| Loc | Culoar | Înotătoare       | Țară                       | Timp    | Note   |
| --- | ------ | ---------------- | -------------------------- | ------- | ------ |
| 1   | 4      | Léon Marchand    | Franța                     | 1:54,06 | RO, RC |
| 2   | 3      | Duncan Scott     | Marea Britanie             | 1:55,31 |        |
| 3   | 6      | Wang Shun        | China                      | 1:56,00 |        |
| 4   | 5      | Carson Foster    | Statele Unite ale Americii | 1:56,10 |        |
| 5   | 7      | Tom Dean         | Marea Britanie             | 1:56,46 |        |
| 6   | 1      | Alberto Razzetti | Italia                     | 1:56,82 |        |
| 7   | 2      | Daiya Seto       | Japonia                    | 1:57,21 |        |
| 8   | 8      | Finlay Knox      | Canada                     | 1:57,26 |        |